# Q-Phase (Meteoriten)
Die Q-Phase ist eine der Hauptträgerkomponenten von primordialen Edelgasen in Meteoriten. Sie ist vor allem in sämtlichen Chondritenklassen anzutreffen.

## Geschichtliches
Der Begriff Q-Phase, Q-Gase oder Q-Komponente, oft auch nur Q, wurde erstmals von Roy S. Lewis und Kollegen im Jahr 1975 geprägt. Bei ihrer Untersuchung des Allende-Meteoriten – einem CV-Chondrit des Typus CV3 – hatten sie festgestellt, dass ein Großteil der Edelgase in den kohligen, gegenüber Flußsäure und Salzsäure resistent gebliebenen Rückständen bei anschließend erfolgender Oxidation verloren gegangen war. Sie bezeichneten die als Träger der Edelgase fungierende, oxidierbare Phase als nahezu massenlose, gasreiche Q-Phase (Englisch Q phase). Q stand hier für Quintessenz (engl. quintessence). Zahlreiche folgende Analysen legten an den Tag, dass diese Q-Gase in sämtlichen primitiven Meteoritenklassen nicht nur recht einheitliche Elementhäufigkeiten an Neon und Xenon aufwiesen, sondern auch über normale Isotopenverteilungen verfügten. Dies wurde von B. Srinivasan und Kollegen dahingehend interpretiert, dass die Q-Phase im Frühen Sonnensystem weit verbreitet gewesen sein muss.

## Definition
Roy Lewis und Kollegen (1975) geben für die Q-Phase folgende operationelle Definition:

„Q ist die Phase, die zusammen mit der Hauptmasse der Edelgase die Behandlung mit Salzsäure und Flußsäure übersteht (welche in etwa 1 Prozent an Meteoritenmasse zurücklässt). Bei weiterer Behandlung mit Salpetersäure gehen im Wesentlichen sukzessive sämtliche Q-Gase verloren, ohne dass es dabei zu einem größeren Massenverlust kommt.“

## Einführung

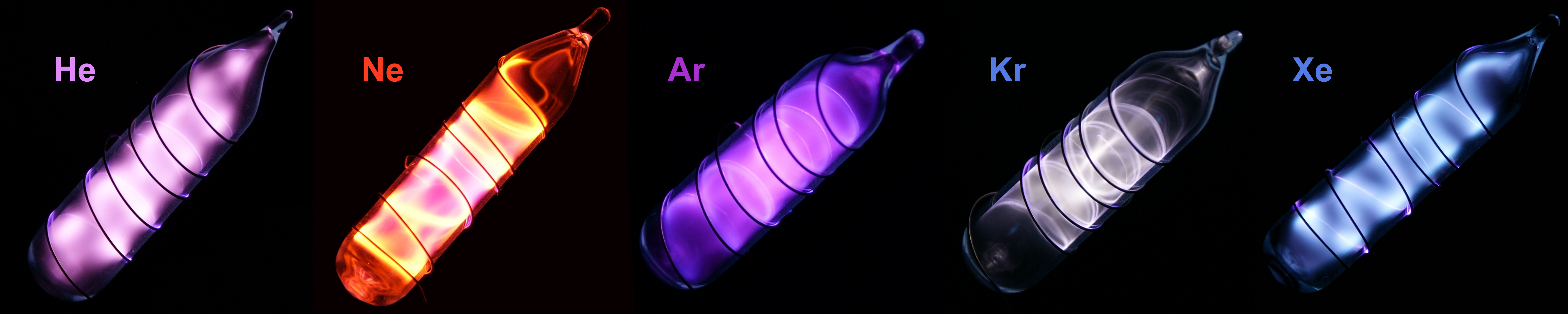
Die glühenden Edelgase Helium, Neon, Argon, Krypton und Xenon

Auf dem Gebiet der Kosmochemie wurden grundlegende Erkenntnisse durch das Studium von eingeschlossenen Edelgasen ermöglicht – vor allem mit Hinblick auf ihre Häufigkeits- und Isotopenverteilung. Anomalien in der Isotopenhäufigkeit von Edelgasen waren schon lange vor der Entdeckung von Präsolaren Körnern – beispielsweise Nanodiamanten,  Siliciumcarbid und Graphit – in primitiven Meteoriten bekannt. Ja es war gerade die Suche nach den Trägerphasen dieser Anomalien, die schließlich wiederum zur Identifikation und Abtrennung der Präsolaren Körner führen sollte.
Bereits 1963 war erkannt worden, dass die Elementverteilungsmuster in Meteoriten zwei Kategorien zugeordnet werden konnten: entweder gehörten sie zu einem solaren Muster gasreicher Meteoriten oder zu einem planetaren Muster. Das solare Muster zeichnet sich durch eine hohe Konzentration der leichtesten Gase Helium und Neon im Vergleich zu den schweren Edelgasen aus. Ihr Ursprung ist auf den Sonnenwind zurückzuführen. Das planetare Muster weist eine sehr starke Elementenfraktionierung auf, wobei im Vergleich zur Elementhäufigkeit in der Sonne die schweren Edelgase im Vergleich zu den leichten deutlich angereichert werden. Planetarische Gase sind am häufigsten in den primitivsten Kohligen Chondriten.
Die in primitiven Meteoriten gespeicherten schweren Edelgase Argon, Krypton und Xenon stecken vorwiegend in einer bisher nur wenig verstandenen Trägerphase – der Q-Phase. Es wird zwar angenommen, dass die Q-Phase aus einer an organischem Kohlenstoff reichen Trägersubstanz aufgebaut wird – jedoch ist die vollständige Identität dieser Substanz über vier Jahrzehnte hinweg verborgen geblieben. Dennoch gilt es als wahrscheinlich, dass die Q-Phase mit kohlenstoffhaltigen Strukturen korrespondieren dürfte, da die schrittweise entgasten Edelgashäufigkeiten mit denen des Kohlenstoffs korrelieren.

## Auftreten der Q-Phase

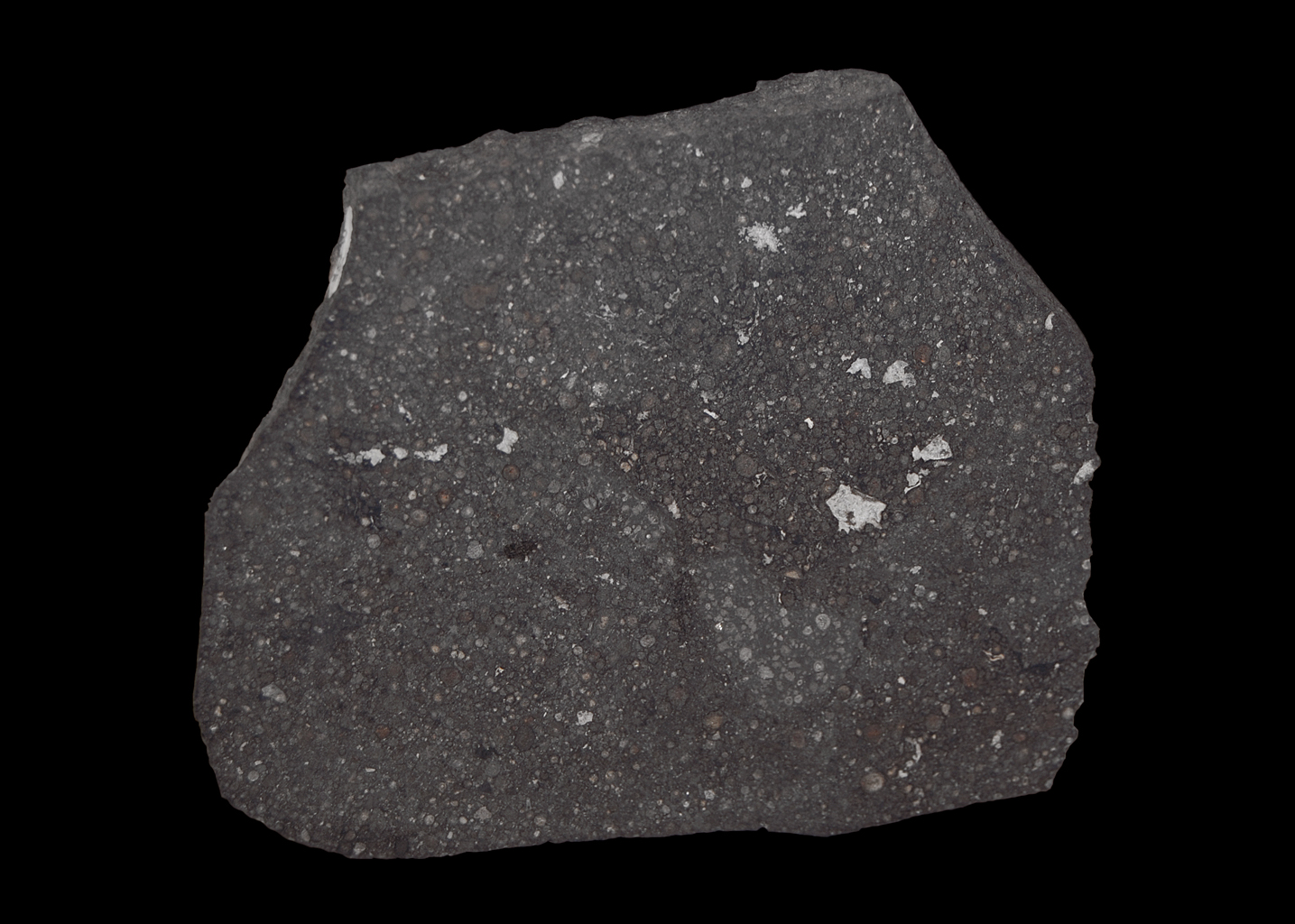
Der Vigarano-Meteorit, ein CV3

Die Q-Phase wird vorwiegend in primitiven (d. h. metamorph und hydrothermal nicht veränderten) Meteoriten angetroffen, vor allem in Chondriten (sowohl in Kohligen als auch in Gewöhnlichen Chondriten). Eine enge Verwandtschaft besteht insbesondere mit den Ureiliten. Aber auch in Eisenmeteoriten kann die Q-Komponente aufgefunden werden. Bekannte Meteoritenbeispiele für eine Entgasung von Q-Gasen sind der Allende-Meteorit (ein CV3), der Cold Bokkeveld-Meteorit, der Isna-Meteorit (ein CO3, der Paris-Meteorit (ein CM2.7-CM2.9, der Saratov-Meteorit (ein L4), der Vigarano-Meteorit (ebenfalls ein CV3-Chondrit) und viele andere. Der Paris-Meteorit ist insofern beachtenswert, da er den primitivsten bisher bekannten Chondriten darstellt.

## Andere Trägerkomponenten
Neben den Q-Gasen, die wahrscheinlich die häufigste und am weitesten verbreitete Trägerkomponente darstellen und alternativ auch als P1 oder OC-Xe bezeichnet werden, erscheinen als weitere Trägerkomponenten Ureilit-Gase, P3-Gase, P6-Gase und HL-Gase sowie N-Komponenten, G-Komponenten und R-Komponenten.

## Charakterisierung
Im Vergleich zu solaren Zusammensetzungen sind Q-Gase stark fraktioniert und bevorzugen eindeutig die schwereren Elemente und Isotopen. Aus der Q-Phase primitiver Meteorite erwachsen in etwa bis zu 10 % des primordialen Heliums und sogar bis zu 90 % des primordialen Xenons. Isotopische Variationen betreffen offenbar nur Helium und Neon, wohingegen Argon, Krypton und Xenon in der Q-Phase isotopisch uniform sind. In Gewöhnlichen Chondriten umfassen die Q-Gase auch die Komponente OC-Xe.

## Isotopenverhältnisse
In der Q-Phase werden folgende durchschnittlichen Isotopenverhältnisse angetroffen (die jeweils vorangestellten Verhältnisse beziehen sich auf das Xenonisotop 132Xe):

### Heliumisotopen
Das Verhältnis 4He/132Xe erbrachte den numerischen Durchschnittswert 374 ± 72. Dies ist weitaus geringer als in anderen Komponenten. Nur die Ureilit-Gase zeigen einen noch niedrigeren Wert von 64,5 ± 9,1.
Das Verhältnis 4He/36Ar liegt bei ungefähr 70.
Von großer Bedeutung ist das Isotopenverhältnis 3He/4He, für das der Wert 1,23 ± 0,02 × 10−4 ermittelt wurde (1991 wurden noch 1,59 ± 0,04 × 10−4 angegeben).
Die genaue Kenntnis des Werts für 3He/4He in der Q-Komponente hat beispielsweise in der Kosmologie weitreichende Bedeutungen. Sehr wahrscheinlich steht die Q-Komponente stellvertretend für die primordiale Edelgaskomponente des Frühen Sonnensystems. und daher sollte ihr Verhältnis (3He/4He)Q dem protosolaren Wert entsprechen. Im Gegenzug sollte es wiederum möglich sein, aus dem Unterschied zwischen dem 3He/4He-Verhältnis in der Q-Phase und dem 3He/4He-Verhältnis im Sonnenwind das protosolare D/H-Verhältnis (Deuterium/Wasserstoff) zu bestimmen.
Der oben angegebene Verhältniswert von 3He/4He in der Q-Phase basiert auf Ätzanalysen unter hermetischen Bedingungen von gegenüber HF- und HCl-resistenten Meteoritenresiduen, wobei selektiv Q-Gase freigesetzt werden. Die Probe stammt aus dem Isna-Meteorit – ein CO3-Chondrit mit extrem niedrigem Expositionsalter gegenüber kosmischer Strahlung.

### Neonisotopen
Das Neonisotop 20Ne liefert für das Verhältnis 20Ne/132Xe den Durchschnittswert 3,2 ± 0,5. Auch dies ist niedriger als in allen anderen Komponenten – erneut mit Ausnahme der Ureilit-Gase (1,41 ± 0,2). Die subsolare Komponente fällt mit 7,59 ± 1,09 sehr ähnlich aus.
Das Verhältnis 20Ne/36Ar ergibt 0,044.
Für das Verhältnis 20Ne/22Ne in der Q-Komponente sind zwei Werte vorhanden – eine Meteoritengruppe liefert 10,67 ± 0,02 und die andere einen etwas niedrigeren Wert von 10,11 ± 0,02. Diese beiden Werte sind vergleichbar mit zwei Werten der Ureilit-Gase – 10,70 ± 0,25 und 10,40 ± 0,30. Auch hier besteht eine große Ähnlichkeit mit der Q-Phase, die erneut die enge Verwandtschaft der beiden Komponenten demonstriert – wie sie auch bei den Elementhäufigkeitmustern zum Ausdruck kommt.
Beim Verhältnis 21Ne/22Ne wurde 0,0294 ± 0,0010 ermittelt.

### Argonisotopen
Das Argonisotop 36Ar hat für das Verhältnis 36Ar/132Xe den Wert 76 ± 7. Dies ist relativ niedrig, die HL-Komponente liegt mit 50 ± 20 noch etwas niedriger. Recht ähnlich ist auch die N-Komponente mit 79 ± 11. Den niedrigsten Wert besitzt die G-Komponente mit 3,55 ± 0,55. Wesentlich höher sind die P3-Komponente, die Ureilit-Gase und die subsolare Komponente.
Das Verhältnis 36Ar/38Ar erbrachte für die Q-Komponente den Wert 5,34 ± 0,02.
Die Variationen der einzelnen Komponenten untereinander sind bei den 36Ar/38Ar-Werten nicht so stark wie bei den 20Ne/22Ne-Werten. Die Argonwerte sind hierbei generell niedriger, folgen aber mehr oder weniger demselben Trend wie die Neonwerte. Auch hier ist die Q-Phase der Ureilit-Komponente mit 5,26 ± 0,06 sehr ähnlich, und auch die Sonnenwind-, die subsolare Komponente (mit 5,45 ± 0,04) und die P3-Komponente (mit 5,26 ± 0,03) liegen noch recht nah.
Umgekehrt liefert das Verhältnis (40Ar/36Ar)Q einen oberen Grenzwert von 0,12.

### Kryptonisotopen
Beim Kryptonisotop 84Kr hat das Verhältnis 84Kr/132Xe den Durchschnittswert 0,81 ± 0,05. Nach der HL-Komponente mit dem Verhältnis 0,48 ± 0,04 und der G-Komponente mit einem noch etwas niedrigeren Verhältnis von 0,465 ± 0,066 ist dies der drittniedrigste Wert. Alle anderen Komponenten haben höhere Werte.
Das isotopenreiche Krypton zeigt bei den unterschiedlichen Komponenten des Sonnensystems generell die niedrigsten Unterschiede in seinen Isotopenverhältnissen.
Folgende Werte wurden gemessen:
- für 78Kr/84Kr → 0,00603 ± 0,00003
- für 80Kr/84Kr → 0,03937 ± 0;00007
- für 82Kr/84Kr → 0,2018 ± 0,0002
- für 83Kr/84Kr → 0,2018 ± 0,0002
- für 86Kr/84Kr → 0,3095 ± 0,0005.

### Xenonisotopen
Es hat sich herausgestellt, dass neben Neon das Element Xenon am diagnostischsten für Isotopenzusammensetzungen in Trägerkomponenten ist. Wie auch beim Krypton ist ein generelles Charakteristikum des Xenons (beim Abgleich mit dem Sonnenwind) eine Abreicherung seiner leichten Isotopen gegenüber den schweren Isotopen. Bei den leichten Isotopen kommt es aber zu einer Datenstreuung mit relativ hohen Unsicherheitswerten (Abweichungen). Auch hier besteht eine sehr starke Ähnlichkeit der Komponente Q-Xe mit den Ureilit-Gasen. Ferner gleicht das Muster der subsolaren Komponente dem Muster des Sonnenwinds (innerhalb der Fehlergrenzen) – ausgenommen signifikativen Abweichungen bei 134Xe und 136Xe.
Die Xenonisotopenverhältnisse erbrachten folgende Werte:
- für 124Xe/132Xe → 0,00455 ± 0,00002
- für 126Xe/132Xe → 0,00406 ± 0,00002
- für 128Xe/132Xe → 0,0822 ± 0,0002
- für 129Xe/132Xe → 1,042 ± 0,002
- für 130Xe/132Xe → 0,1619 ± 0,0003
- für 131Xe/132Xe → 0,8185 ± 0,0009
- für 134Xe/132Xe → 0,3780 ± 0,0011 und
- für 136Xe/132Xe → 0,3164 ± 0,0008.

### Fraktionierung
Sämtliche Isotopenmuster sind (in unterschiedlichem Ausmaß) gegenüber der solaren Häufigkeit stark fraktioniert. Im Vergleich zu den schweren Edelgasen sind die Elemente Helium und Neon am stärksten fraktioniert – insbesondere in ihrer Q-Phase und in den Ureilit-Gasen. Die Ähnlichkeit in der Isotopenzusammensetzung der Q-Phase mit den Ureilit-Gasen hat, wie bereits angedeutet, den Verdacht genährt, dass beide Komponenten miteinander verwandt oder sogar miteinander identisch sind.
Offensichtlich besteht ein genereller Bruch in Fraktionierungsmustern zwischen leichten und schweren Edelgasen. Auch Henner Busemann und Kollegen (2000) konnten diesen Versetzungseffekt allein in den Variationen der Q-Komponente nachweisen.

## Einfluss der Metamorphose
In der Q-Phase sind Variationen in der Zusammensetzung beobachtet worden, die zum Teil mit der metamorphen Entwickung des jeweiligen Meteoriten in Zusammenhang stehen dürften. Der eindeutigste Trend hierbei ist die Abnahme in der Häufigkeit der Q-Gase mit ansteigendem Metamorphosegrad in den meteoritischen Ausgangskörpern. Gleichzeitig geht ein Anstieg in den mittleren Entweichungstemperaturen einher. Dennoch hat es den Anschein, dass die Q-Phase gegenüber thermischer Metamorphose resistenter zu sein scheint als die Masse des makromolekularen Kohlenstoffs.

## Ursprung der Q-Phase
Genauer Ursprung sowie Entstehungsgeschichte der Q-Phase und der anderen eingeschlossenen Edelgaskomponenten bilden nach wie vor ein Rätsel. Dies gilt insbesondere für die Q-Phase, die allgemein stellvertretend für das wichtigste Edelgasreservoir des Sonnensystems (mit Ausnahme der Sonne selbst) angesehen wird. Über die Komponenten, die von Präsolaren Körnern gespeichert werden, haben wir etwas klarere Vorstellungen. Der Grund hierfür liegt in der aus ihren Isotopensignaturen ablesbaren einzigartigen Nukleosyntheseinformationen, die wiederum auf ihren stellaren Ursprung rückschließen lassen.

## Modelle und Hypothesen
Erklärungen zur Entstehung der Q-Phase (bzw. deren Einfang) bedienen sich zahlreicher Hypothesen und Modellvorstellungen, die sich aber auf zwei Ursprungsorte reduzieren lassen: einmal auf einen präsolaren und sodann auf einen lokalen Ursprung.

### Präsolarer Ursprung
Der präsolare Ursprung der Q-Phase findet bei sehr vielen Sachbearbeitern Zustimmung. Die Gegenwart von Q-Gasen in sämtlichen primitiven Meteoritenklassen bedingt eine komplette Vermischung und weite Verbreitung der Phase im Sonnensystem. Dies dürfte im präsolaren Sonnennebel noch wesentlich leichter gewesen sein als später im planetarischen Umfeld.
Wie Gary Huss und Calvin Alexander (1987) in ihrem Modell darlegten, hatten sich die Edelgase in der Molekülwolke, aus der die Sonne hervorgehen sollte, bereits aus verschiedenen Sternenquellen stammend miteinander vermischt und waren somit isotopisch normalisiert. Den Autoren zufolge hatten sich Argon und Xenon bei niedrigen Staubtemperaturen von 10 bis 30 °K um die kohlenstoffreichen Eismantel von präsolaren Körnern angelagert und wurden inkorporiert. Ihre Ausgesetztheit gegenüber Ultraviolettphotonen oder energiereichen Ionen erzeugte Radikale und andere organische Moleküle. Eine Verdampfung des Eises ließ sodann kohlenhaltige Mantelbereiche zurück, in denen sich die schweren Edelgase bevorzugt ansammelten. Dieses Modell mag zwar die Anreicherung an schweren Edelgasen erklären, hat aber Schwierigkeiten mit effizienten Einfangsmechanismen für Helium und Neon, sowie generell mit der Isotopenfraktionierung der Q-Gase gegenüber den Sonnenhäufigkeiten.
Scott A. Sandford und Kollegen (1998) führten Experimentsimulierungen zum Einfang der Edelgase in der der Sonne vorausgehenden Molekülwolke durch – bei 10 bis 25 °K und unter UV-Strahlung. Es gelang ihnen, kohlenstoffhaltige Residuen zu erzeugen. In ihnen befanden sich schwere Edelgase mit vergleichbaren Konzentrationen wie säureresistente Residuen und auch mit Q-ähnlicher Fraktionierung. Dennoch war die Hauptentgasung der Residuen bereits bei der sehr niedrigen Temperatur unterhalb von 250 °C erfolgt.
Eine weitere Modellvorstellung betrifft beschichtete Silikate. In aus der Dampfphase abgeschiedenen Silikatkondensaten wurden enorme Mengen an Xenon vermittels anormaler chemischer Adsorption mit eingefangen. Die jeweiligen Körner wurden dann anschließend eventuell von stabilen organischen Verbindungen ummantelt. Dieser Vorgang war unter UV-Bestrahlung in der kalten, präsolaren Molekülwolke abgelaufen. Das eingefangene Xenon wurde sodann unter relativ hohen Temperaturen wieder freigesetzt und manifestierte die Q-typische Isotopenfraktionierung. Dennoch wurden Neon und Argon nur unwesentlich inkorporiert – folglich muss die Gegenwart von Edelgasen in ummantelten Meteoritensilikaten vorerst weiterhin spekulativ bleiben.
Charles M. Hohenberg und Kollegen (2002) schlugen einen aktiven Einfangmechanismus gekoppelt mit einer anormalen Adsorption vor – als Erklärung für die hohen Krypton- und Xenonkonzentrationen in der Q-Phase. Eine anormale Adsorption auf Anwachsoberflächen involviert kräftige chemische Bindungen – im Gegensatz zu den Van der Waals-Bindungskräften bei normaler Adsorption. Sind chemisch aktive Verbindungen nur unzureichend vorhanden, so können Krypton und Xenon auf frischen Oberflächen auch vorübergehende chemische Bindungen eingehen. Bei weiterem Materialzuwachs verstärkt sich das Einfangpotential und die Gasrückhaltung. Aktive Einfangexperimente konnten sowohl die hohe Xenonkonzentration in der Q-Phase als auch die Fraktionierung der Xenon-Isotopen gegenüber der solaren Zusammensetzung reproduzieren. Eine Erklärung sind womöglich ein Protonenfluss erhöhter Energie aus der Sonne vor dem Erreichen der Hauptreihe. Hierdurch entstanden Radikale auf der Oberfläche von präsolaren Diamanten, die Krypton und Xenon adsorbierten. Ungeklärt bleibt jedoch, ob dieser Prozess die Isotopenfraktionierung von Kr-Q gegenüber den solaren Gegebenheiten reproduzieren und gleichzeitig auch die leichteren Q-Gase erklären kann.
Alexander B. Verchovsky und Kollegen (2002) folgerten aus ihren schrittweisen Verbrennungsexperimenten (engl. stepped combustion experiments), dass die Q-Phase präsolaren Ursprungs ist. Sie korreliert darüber hinaus weitaus mehr mit Volumina als mit Oberflächen und stellt nur eine untergeordnete Komponente des gesamten makromolekularen Kohlenstoffs in Chondriten dar (siehe hierzu auch N. Schelhaas und Kollegen, 1990).
Auch die Korrelierung der Häufigkeiten von Q-Gasen und präsolaren Körnern mit petrologischen Typen in unterschiedlichen Meteoritenklassen impliziert eine intime Vermischung der Q-Phase mit präsolarem Staub in der Molekülwolke, aus der die Sonne hervorgehen sollte. Die Phase Q ist daher präsolaren Ursprungs.
Was die hypothetische Bildung der Q-Phase als kohlenstoffhaltige, ummantelte Körner innerhalb der präsolaren Wolke angeht, so bedarf es präsolarer Körner als Kondensationskerne. Henner Busemann und Kollegen (2000) hatten eine korrelierte Freisetzung der Phase Ne-R/G (höchst wahrscheinlich aus präsolarem Graphit) mit einer Unterfraktion der Q-Gase beobachtet, nachdem der CM2 Cold Bokkeveld leicht angeätzt worden war.
Von Sachiko Amari und Kollegen (2003) war eine recht enge Beziehung zwischen der Q-Phase und präsolaren Diamanten festgestellt worden – basierend auf den recht ähnlichen Q/Diamant-Verhältnissen verschiedener Allende-Separate. Die Q-Phase hat aber höhere Entgasungstemperaturen und eine bessere Resistenz gegenüber Metamorphose als präsolare Diamanten. Eine Folgeerscheinung sind variable Q/Diamanren-Verhältnisse – was wiederum gegen eine allzu enge Verwandtschaft zwischen den beiden Trägerkomponenten spricht.

### Lokaler Ursprung
Lokale Ursprungsmodelle der Q-Gase zielen darauf ab, die Q-Komponente aus solaren Edelgasen nach der Zündung der Sonne abzuleiten. Ein Nachteil dieser Modelle ist, dass sie bisher keine adäquaten Regionen innerhalb des Sonnensystems ausweisen konnten, in denen die Abtrennung und die Bildung der chemisch resistenten, kohlenstoffreichen Träger vor sich gegangen waren. Darüber hinaus war es unumgänglich, dass die Q-Phase in die Entstehungsregionen von Meteoriten – zusammen mit Präsolaren Körnern und Staub – gut vermischt worden war. Minoru Ozima und Kollegen (1998) schlugen vor, dass eine Rayleigh-Fraktionierung (auch Rayleigh-Destillation, engl. Rayleigh destillation) von ursprünglich solaren Edelgasen die Isotopenunterschiede zwischen Q- und solaren Gasen erklären könnte. Eine weiterer Fraktionierungsmechanismus ist sodann erforderlich, um die jetzige Elementzusammensetzung der Q-Gase erklären zu können – vermutlich irgendwo im gashaltigen Sonnennebel. Bei diesem Szenario ist das anfängliche Helium isotopenmäßig dem jetzigen Sonnenwind nicht unähnlich. Folglich haben die Q-Gase ihren Ausgangspunkt in der Sonne, jedoch erst nach dem Deuteriumbrennen in der Hauptreihe (siehe hierzu jedoch Robert Pepin und Donald Porcelli, 2002).
Basierend auf Laborexperimenten mit Diamanten schlugen Jun-ichi Matsuda und Takashi Yoshida (2001) vor, dass Q-Gase unter Plasmabedingungen auf den Oberflächen präsolarer Diamanten eingefangen worden waren. Wie aber weiter oben schon ausgeführt wurde, erscheint ein enges physikalisches Verhältnis zwischen der Q-Komponente und präsolaren Diamanten dennoch als unwahrscheinlich.
In seinen beiden Modellvorstellungen von 1991 und 2003 untersuchte Robert O. Pepin die Möglichkeit, dass die Muster in Q-Gasen mittels hydrodynamischen Entweichens zu erklären sind. Sein erstes Modell bedient sich der Isotopenfraktionierung, die während des Wegblasens unbeständiger Atmosphären in frühen Planetesimalen stattfand. Primordiales, solares Neon-Xenon, das in Eisummantelungen präsolarer Körner akkretiert hatte, wurde später unter den Oberflächeneisschichten dieser Körper angereichert. Impaktereignisse führten zum hydrodynamischen Entweichen der Edelgase, die von Wasserstoffgas oder – was wahrscheinlicher ist – von Methan mitgerissen wurden. Das zurückbleibende Gas reicherte sich an den schweren Edelgasvertretern an und reproduzierte gleichzeitig die in Q-Gasen beobachteten Isotopenmuster. Durch weitere Impakte wurde die Q-Phase fest etabliert. Neben anderen Vorbedingungen an die Dynamik des frühen Sonnennebels erfordert dieses Modell, dass die von verschiedenen Planetesimalen stammenden Träger der Q-Komponente bereits gründlichst miteinander vermischt waren, noch ehe sie in die jetzigen Meteoritenausgangskörper inkorporiert wurden.
Das zweite Pepin'sche Modell verlangt nach einer Fraktionierung während der Ausdehnung der solaren Akkretionsscheibe. UV-Strahlung nahegelegener massenreicher Sterne initiierte in der Scheibe eine Photodissoziation sowie starkes Abströmen von Wasserstoff. Die Folge war, dass Edelgase mit angenommener solarer Zusammensetzung hydrodynamisch entwichen. Dennoch gilt zu bedenken, dass die Edelgase nur am Rand der Akkretionsscheibe ausreichend fraktioniert waren, um auch ein Q-artiges Elementmuster vorweisen zu können – jedoch wurden die Q-Isotopenverhältnisse anderswo in der Scheibe überhaupt nicht reproduziert. Darüber hinaus behinderte das heiße Scheibeninnere den retentiven Einfang der Edelgase.

## Die enigmatische Natur der Q-Phase

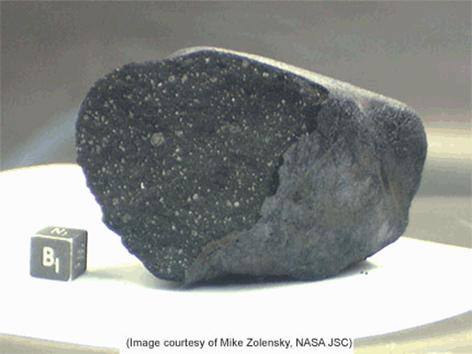
Der Meteorit vom Tagish Lake, ein CM2-ung, der Nanoröhren und hohle Nanosphären mit Q-Gasen enthält

Zahlreiche Forschungsarbeiten versuchten bisher die Natur der Q-Phase zu entschleiern. Dennoch gelang es nicht, trotz der vermuteten Kohlenstoffnatur der Q-Phase (engl. insoluable organic matter oder abgekürzt IOM), diese auch tatsächlich aus isolierten Säurerückständen zu isolieren. Nichtsdestoweniger konnten indirekte Untersuchungsverfahren Q-Gase charakterisieren. So wurde beispielsweise festgestellt, dass
- Q-Gase eine generell hohe Edelgaskonzentration aufweisen
- eine signifikante Fraktionierung gegenüber der Sonnenzusammensetzung stattgefunden hatte, welche die schweren Elemente und Isotopen bevorzugte[18] und dass
- bei unveränderten Chondriten für sämtliche Edelgase eine hohe Entgasungstemperatur von 1000 bis 1200 ° C zu konstatieren war.'[11]

Der Erstverdacht als Trägerkomponente war dabei auf Chromit oder auf ein an Eisen, Chrom und an Nickel angereichertes Sulfid gefallen. Dem widersprachen jedoch Urs Frick und Sherwood Chang im Jahr 1978. Dass die Q-Phase hauptsächlich kohlenstoffhaltig sein muss, konnte durch Einfangexperimente auf synthetisierter Kohlenstoffmaterie als auch durch Dichtetrennungen und Verbrennung meteoritischer Residuen gezeigt werden.
John F. Wacker und Kollegen (1985) und John F. Wacker (1989) sind der Ansicht, dass Q-Gase bei niedrigem Druck im Sonnenebel physisch an amorphen Kohlenstoff adsorbierten. Die Adsorption war dabei in einem Mikroporenlabyrinth an den Korngrenzen erfolgt. Adsorptionsexperimente wurden auch 2005 von Yves Marrocchi und Kollegen durchgeführt.
Auch Fullerene (C60) waren bereits als organische Trägerkomonente der Q-Gase in Erwägung gezogen worden. Fullerene sind unter Hochdruckbedingungen in der Lage He-Xe-Atome einzuschließen. Eine überzeugende Korrelation zwischen Q-Gasen und Fullerenen steht aber noch aus.

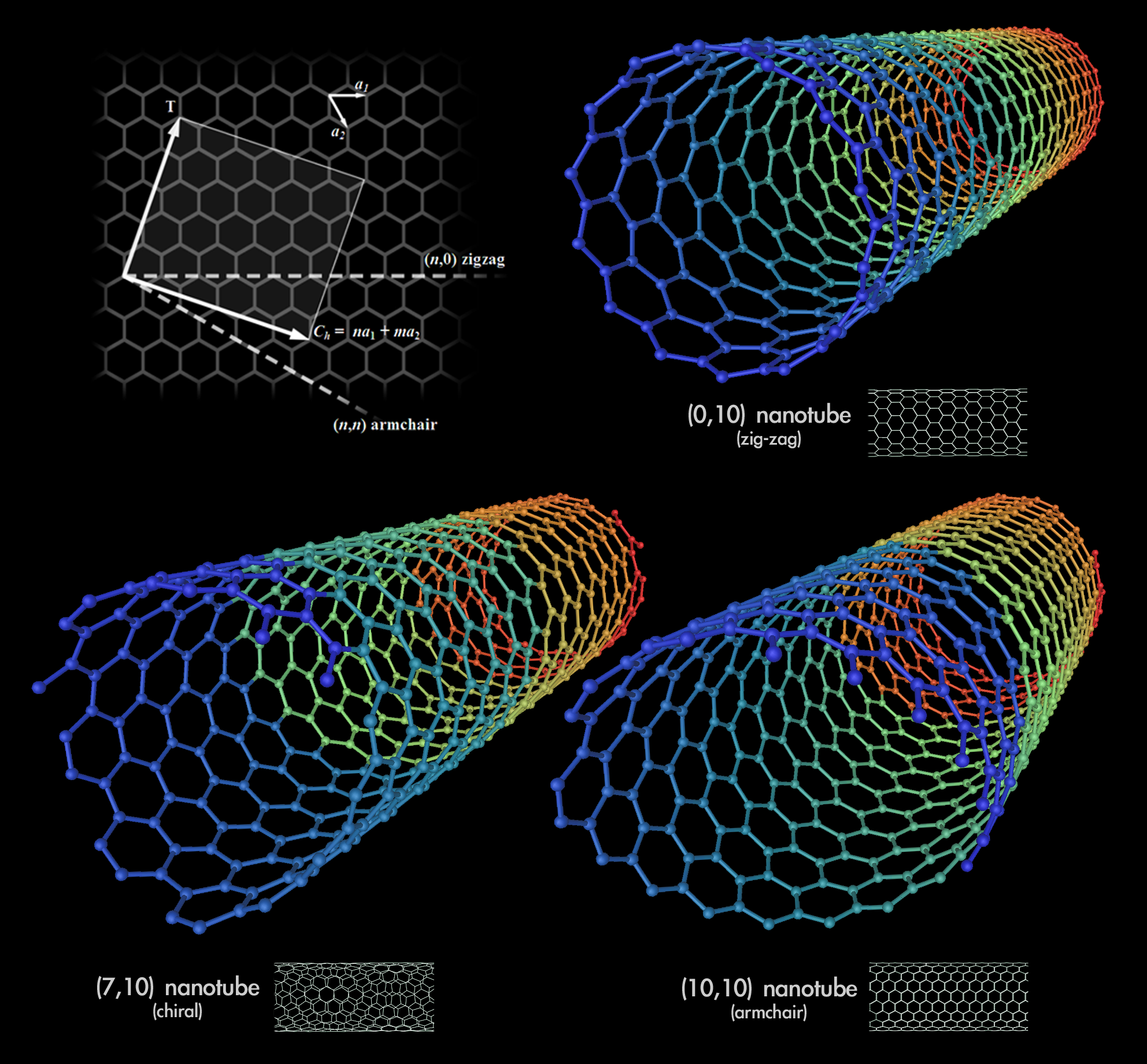
Nanoröhren sind potentielle Trägersubstanzen der Q-Phase

Eine weitere Möglichkeit sind Nanoröhren. Nanoröhren und Carbine als Trägerelemente von Q-Gasen konnten aber beispielsweise in den Meteoriten Allende, Leoville und Vigarano nicht angetroffen werden. Nichtsdestoweniger schlugen die Autoren abgesehen von Fullerenen noch zusätzlich verschiedene geschlossene, dreidimensionale Kohlenstoffstrukturen als Träger vor. Neben Nanoröhren waren dies Kohlenstoffzwiebelschalen sowie Adsorptionsstellen in Porenlabyrinthen amorphen Kohlenstoffs. Ganz ähnlich auch Garvie und Buseck (2004), die hohle Nanosphären und Nanoröhren im Tagish Lake und in verschiedenen anderen CM-Chondriten gefunden hatten.
Jun-ichi Matsuda und Kollegen (1999) und Sachiko Amari und Kollegen (2003) war es gelungen, durch physikalische Trennungsexperimente die Q-Phase und auch präsolare Diamanten im Allende-Meteoriten signifikant anzureichern. Das in der Q-Phase am stärksten angereicherte Material (womöglich die Trägerphase selbst ?) besitzt offensichtlich eine niedrige Dichte von 1,65 ± 0,04 g/cm³ – was mit früheren Beobachtungen von Ulrich Ott (1981) konform geht.
Yves Marrocchi und Kollegen (2015) gingen einen Mittelweg und schlugen vor, dass die Q-Phase sogar aus zwei Trägerelementen besteht – einem kohlenstoffreichen Anteil und einem sulfidhaltigen Anteil.
Weitere Studien verwiesen ebenfalls auf die Möglichkeit, dass die Q-Phase ihrerseits aus zwei Unterkomponenten besteht – einer Q1-Komponente, die in Salpetersäure leicht löslich ist und den Löwennanteil der schweren Edelgase enthält und einer Q2-Komponente, die sich nur langsam in heißer, konzentrierter Salpetersäure auflöst. Jacques Gros und Edward Anders hatten bereits 1977 anhand der Suszeptibilität gegenüber Salpetersäure eine Phase Q1 und Q2 definiert. Diese beiden unterschiedlichen Edelgaszusammensetzungen und ihre unterschiedliche Resistenz gegenüber Salpetersäure wurden dann im Jahr 2000 von Henner Busemann konfirmiert. Auch deutlich unterschiedliche Entgasungssystematiken von Argon und Xenon weisen auf zwei Subkomponenten hin.
Eine Unterbewertung der Sulfide als in Frage kommende Trägerkomponenten scheint sich jetzt immer mehr abzuzeichnen. Aus Eisenmeteoriten stammender Troilit (FeS) reproduziert sehr gut das thermische Verhalten der Q-Phase, mit einer übereinstimmenden  Entgasungstemperatur von 1000 bis 1200 °C für alle Edelgase. Überdies haben schrittweise Verbrennungsexperimente an Renazzo-Artigen (CR-Chondriten) gezeigt, dass nur sehr wenig an Kohlenstoff mit Q-Gasen überhaupt in Verbindung steht und dass die Q-Phase folglich nicht nur aus Kohlenstoffverbindungen bestehen kann.
Ferner hat eine Feinverteilungsuntersuchung von Edelgasen in Gewöhnlichen Chondriten an den Tag gelegt, dass Sulfidüberzüge auf Chondren die typischen Neon- und Argonkonzentrationen des Q-Niveaus aber auch die Q-artigen Element- (36Ar/20Ne) und Isotopenverhältnisse (38Ar/36Ar) durchaus abbilden.
Yves Marrocchi und Kollegen konnten 2015 demonstrieren, dass in Sulfiden gefangene Edelgase gegenüber den Q-Gasen sehr ähnliche chemische Suszeptibilitäten und auch thermische Eigenschaften aufwiesen. Die Autoren folgern daher, dass Sulfide sehr wohl eine plausible Unte
rkomponente der Q-Phase darstellen. Sie nehmen außerdem an, dass die Q-Phase eine Mixtur aus verschiedenartigen primordialen Edelgasträgern darstellt – kohlenstoffhaltige Phasen aber gleichzeitig auch Eisensulfide. Q-Gase dürften somit ein allgegenwärtiges Edelgasreservoir außerhalb der Sonne dargestellt haben – zum Zeitpunkt als sich die ersten Festkörper im protosolaren Nebel formierten und akkretierten.

## Ausblick
Es steht noch viel Arbeit ins Haus, um die Q-Phase letztendlich auch zu bestimmen. Folgende fünf Punkte sind hierbei am kritischsten:
- die fraktionierten Isotopen- und Elementhäufigkeiten der Q-Gase im Vergleich zur Sonne. Von besonderem Interesse sind hier die Isotopenzusammensetzung von He-Q (d. h. das Verhältnis 3He/4He, bestimmt von Henner Busemann und Kollegen im Jahr 2001 als 1,23 ± 0,02 × 10 −4)[13] und Variationen in Ne-Q[1]
- die Gegenwart geringfügiger, jedoch signifikativer Mengen an Helium und Neon[48]
- die hohen Entgasungstemperaturen der Q-Komponente zwischen rund 1200 bis rund 1600 °C[11]
- die chemische Resistenz gegenüber Flußsäure und Salzsäure kombiniert mit einer hohen Suszeptibilität gegenüber Oxidationsmitteln[49] und schließlich
- die tatsächlich angetroffene Edelgaskonzentration in der Q-Phase, die extrem hoch angesiedelt erscheint – trotz der großen Unsicherheit, in welchem Umfang die Trägerphase während der Edelgasentgasung nun tatsächlich zerstört wird.

Ferner gilt es, die rein physikalischen Bedingungen in den jeweils vorgeschlagenen Einfangsenvironments der Edelgase unbedingt zu berücksichtigen (beispielsweise den Partialdruck der Edelgase im Sonnennebel).

## Zusammenschau
Das Frühe Sonnensystem war durch den gravitationellen Kollaps eines dichten Kernbereichs innerhalb der Molekülwolke entstanden – was zur Zündung (durch Kernfusion) eines Zentralgestirns geführt hatte, welches von einer Protoplanetaren Scheibe umringt wurde. Im dynamischen System der evolvierenden Protoplanetaren Scheibe liefen komplexe chemische Reaktionen ab, die schließlich in der Bildung und Agglomeration von Festkörpern resultieren sollten. Darunter auch organische Verbindungen großen astrobiologischen Interesses, da sie eventuell als die ersten Bausteine präbiotischer Moleküle anzusehen sind. Darüber hinaus stellen diese die Hauptträger flüchtiger Elemente dar (wie beispielsweise Wasserstoff, Kohlenstoff, Stickstoff und Edelgase), welche außerdem direkt auf die Atmosphärenentstehung der steinigen Planeten einwirkten.
Der Großteil (bis zu 99 %) der organischen Verbindungen in Meteoriten erscheint in Form von refraktären und unlöslichen, makromolekularen Festsubstanzen – den IOMs. Diese zeigen gegenüber der Sonnenmaterie Anreicherungen in der Gaszusammensetzung und an Isotopen, die im mikroskopischen Bereich extreme Werte annehmen können. Die in Chondriten gefangenen IOMs sind auch die Hauptträgersubstanzen der schweren Edelgase Argon, Krypton und Xenon sowie eines geringen Anteils der leichten Edelgase Helium und Neon. Die spezifische Trägersubstanz wird jedoch als Q-Phase bezeichnet.
Diese meteoritische Q-Phase ist ihrerseits an eine primordiale Trägersubstanz gebunden und entläßt bei chemischer Behandlung Edelgase. Jedoch ist selbst nach 50-jähriger Forschungstätigkeit die eigentliche Trägersubstanz (oder -substanzen) nach wie vor nicht aufgeklärt. In primitiven Meteoriten wie den Chondriten stecken die Hauptmasse an Argon, Krypton und Xenon in der Q-Komponente, Helium und Neon sind untergeordnet. Möglicherweise ist die Q-Komponente auch die Quelle von Krypton und Xenon im Erdmantel. 
Q-Edelgase konzentrieren sich in einem unlöslichen Rückstand organischer Materie (IOM) und werden sodann zum Großteil durch das Oxidationsmittel Salpetersäure freigesetzt. Als Konsequenz hatten sich die Forschungsaktivitäten daher anfangs vorwiegend auch auf IOM konzentriert. In einigen Meteoriten werden jedoch bedeutende Mengen an Q-Gasen schon allein durch eine Essig-, Salz- und Flusssäurebehandlung freigesetzt. Dies fordert die klassische Sichtweise heraus, dass Q-Gase vorwiegend auf IOM beschränkt sind. Folglich sind die bisherigen Modellvorstellungen zu erweitern, um die Inkorporation edelgashaltiger, Q-ähnlicher Phasen sowohl in IOM als auch in säurelöslichen Substanzen zu erklären.
Die Q-Komponente ist in Chondriten, in interplanetaren Staubteilchen (engl. interplanetary dust particles oder abgekürzt IDP) und in antarktischen Mikrometeoriten allgegenwärtig. Dies lässt vermuten, dass zum Zeitpunkt der Festkörperakkretion im protosolaren Sonnennebel (engl. protosolar solar nebula oder abgekürzt PSN) Q-Gase die bedeutendsten Edelgasreservoire außerhalb der Sonne darstellten.
Q-Gase sind in ihren Elementen und Isotopen fraktioniert gegenüber der Sonnenzusammensetzung – wie Untersuchungen der Sonnenwindzusammensetzung nahelegen. Sie favorisieren schwere Elemente und Isotope und um etwa 1 % amu Xenonisotopen.
Bisher konnten nur Plasmaexperimente, die zu einer Edelgasionisierung führen, auch Edelgase an Elementen und Isotopen wirklich zum Ausmaß der Q-Gase hin fraktionieren. Q-Gase und IOMs sind intim über einen gemeinsamen Akkretierungsmechanismus miteinander verwandt und in Körpern des Frühen Sonnensystems überall anzutreffen.